# 狭山陣屋

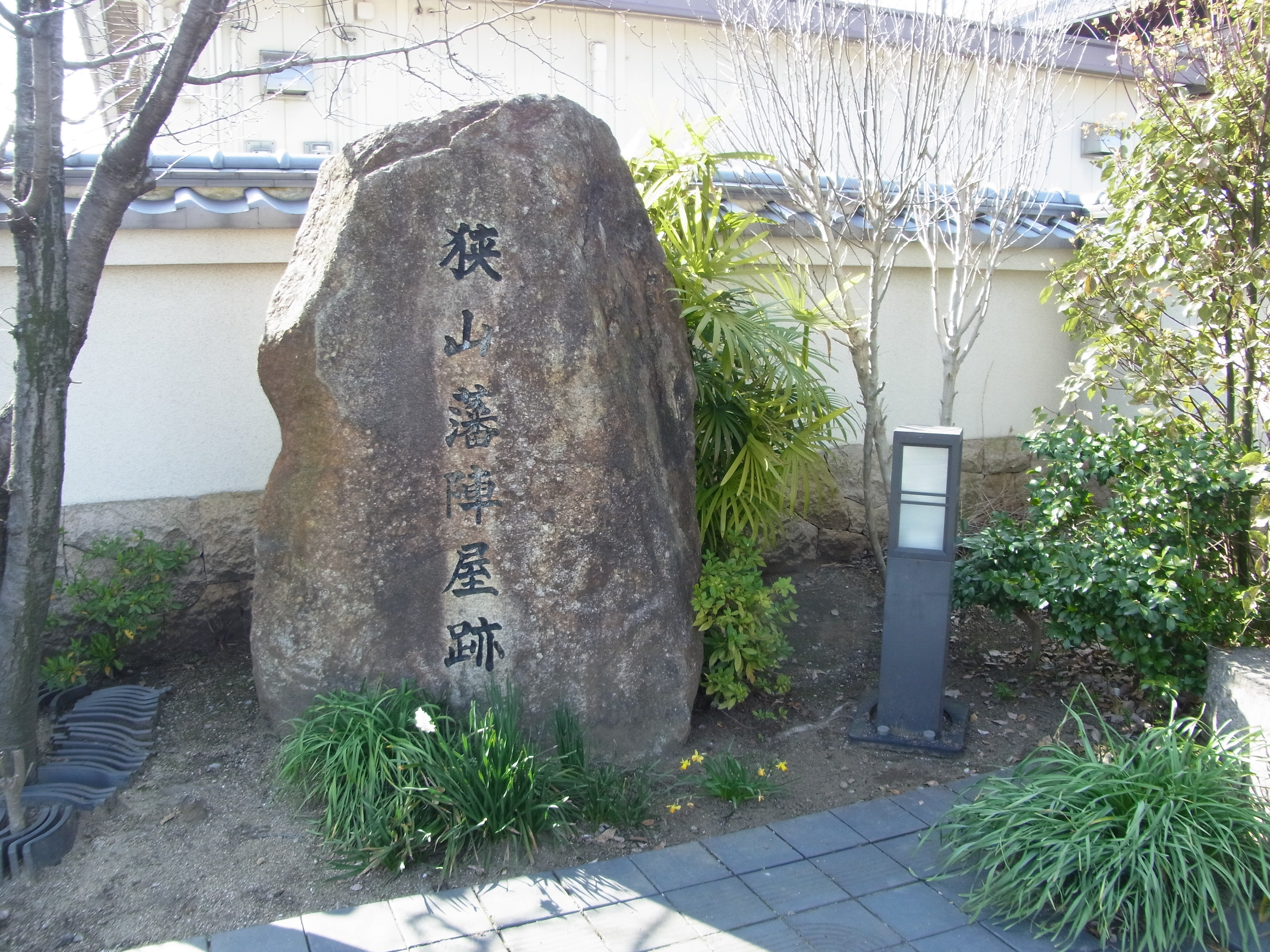
狭山藩陣屋跡碑

狭山陣屋（さやまじんや）は、河内国丹南郡池尻村および半田村（現在の大阪府大阪狭山市狭山3・4丁目および同2丁目）にあった陣屋で、狭山藩の藩庁である。

## 概要
天正18年（1590年）、豊臣秀吉による小田原征伐により、後北条氏5代当主北条氏直が高野山にて蟄居を命ぜられ、これに氏直の叔父にあたる北条氏規も従った。翌年赦された氏直は秀吉から1万石を与えられたが、程なくして死去し、後北条氏の本家筋は絶えた。
立藩前夜、氏直から家督を相続した氏規は河内国に7千石を拝領し、大坂屋敷で政務を執っていた。慶長5年（1600年）に氏規が没すると、氏規の嗣子である北条氏盛は、遺領7千石と下野国に拝領していた自身の4千石を併せて1万1千石の外様大名となり、狭山藩が立藩され、初代狭山藩主となった。
陣屋は広大な狭山池の北東に上屋敷、東畔に下屋敷が築かれた。元和2年（1616年）、2代氏信の代に陣屋を池尻村に設置し、3代氏宗の代に本丸にあたる上屋敷が完成した。5代氏朝の代には東除川対岸の半田村に下屋敷が完成した。以後12代氏恭の代まで続き、明治維新を迎える。
御殿は天明2年（1782年）に焼失し、天明6年（1786年）に再建された。

## 遺構
上屋敷跡は藩主御殿跡に狭山藩陣屋跡碑と説明案内板がある以外は特に何も残されていないが、道路や区画は比較的によく残っている。上屋敷の西縁にあった上池・中池・下池のうち上池と中池は埋め立てられ、大阪狭山市立東小学校・大阪狭山市立東幼稚園の敷地として利用されており、小学校の一部は屋敷跡地にもまたがっている。また、上屋敷を南北に縦断する大手筋（大町筋とも）は大阪府道198号河内長野美原線の一部区間として利用されており、大手筋の北表門は大阪府堺市堺区神明町東2丁にある浄土真宗本願寺派堺別院に移築され、同寺院の御成門として現存する。
下屋敷跡はさやま遊園（旧・狭山遊園地）として平成12年（2000年）まで利用されていた。閉園後も一部がさやか公園として利用されている。市の埋蔵文化財包蔵地として周知されている。

### 周辺建造物ほか
- 武家屋敷長屋門
- 狭山池 - 日本最古のため池とされる[2]。

## アクセス
南海高野線 大阪狭山市駅下車。徒歩にて約10分程。